# Massi Vivo-Conecta
Massi Vivo-Conecta (código UCI: MVC) fue un equipo ciclista profesional paraguayo de categoría Continental desde la temporada 2015 hasta 2022.
En el año 2019 se fusionó con el equipo paraguayo Vivo Team Grupo Oresy.

## Clasificaciones UCI
A partir de 2005 la UCI instauró los Circuitos Continentales UCI, donde el equipo está desde que se creó en 2015, registrado dentro del UCI America Tour.

### UCI Africa Tour
| Temporada | Clasificación por equipos | Mejor corredor | Posición |
| 2016      | 15.º                      | Lorenz Fiege   | 170.º    |

### UCI America Tour
| Temporada | Clasificación por equipos | Mejor corredor  | Posición |
| 2017      | 41.º                      | Kevin Sepúlveda | 181.º    |

### UCI Asia Tour
| Temporada | Clasificación por equipos | Mejor corredor     | Posición |
| 2015      | 14.º                      | Eugen Wacker       | 26.º     |
| 2016      | 38.º                      | Khaled Alkhalaifah | 172.º    |
| 2017      | 97.º                      | Rubén Caseny       | 556.º    |
| 2018      | 30.º                      | Saied Jafer Alali  | 114.º    |

### UCI Europe Tour
| Temporada | Clasificación por equipos | Mejor corredor    | Posición |
| 2015      | 135.º                     | Nebojša Jovanović | 1223.º   |
| 2016      | 111.º                     | Nebojša Jovanović | 657.º    |

## Palmarés
Para años anteriores véase:Palmarés del Massi Vivo-Conecta

### Palmarés 2022

#### Circuitos Continentales UCI
| Fechas | Circuito | Carreras | Ganador |

#### Campeonatos nacionales
| Fechas | Carreras | Ganador |

## Plantilla
Para años anteriores véase:Plantillas Massi Vivo-Conecta

### Plantilla 2022
| Nombre                          | Nacimiento | Nacionalidad | Equipo 2021                   |
| Nelson David Acosta             | 07/06/2000 | Paraguay     | Masi Vivo-Conecta             |
| Rubén Caseny                    | 13/09/1986 | España       | Masi Vivo-Conecta             |
| Javier Comín                    | 23/05/1994 | España       | Masi Vivo-Conecta             |
| Samuel Coronel                  | 26/06/1990 | Paraguay     | Masi Vivo-Conecta             |
| Fernando Andrés Ferreira        | 29/03/2001 | Paraguay     | Neoprofesional                |
| Esteban Gómez                   | 24/03/1999 | Paraguay     | Masi Vivo-Conecta             |
| Cédric Jolidon                  | 10/04/1998 | Suiza        | Masi Vivo-Conecta             |
| Luca Jolidon                    | 20/05/2000 | Suiza        | Masi Vivo-Conecta             |
| Nicola Jolidon                  | 20/05/2000 | Suiza        | Masi Vivo-Conecta             |
| Muhammad Akmal Zaidi Mohd Zaini | 25/12/2000 | Malasia      | Neoprofesional                |
| Ernesto Mora                    | 07/11/1991 | Paraguay     | Massi Vivo-Grupo Oresy (2019) |
| Carlos Serra Burguera           | 08/08/2001 | Suiza        | Neoprofesional                |